# Нэрроубот (книга)
Нэрроубот (англ. Narrow Boat) — книга, написанная Томом Ролтом и впервые изданная в 1944 году.
Книга рассказывает четырёхмесячном путешествии автора по каналам Англии в самом начале Второй мировой войны и о жизни на каналах в традиционной узкой канальной лодке — нэрроуботе. Книга вызвала интерес британцев к системе каналов страны, которая приходила к тому времени в упадок, возникновению сообществ по возрождению каналов и нэрроуботов, вокруг которых возникла субкультура и индустрия, которые продолжают расширяться, а сама книга продолжает переиздаваться и поныне.

## Содержание
Первая часть — это общий рассказ о системе английских каналов. В самом начале указывается, что «большинство людей сегодня знают о каналах не более, чем то, что это старые зеленые дороги, по которым когда-то двигались составы на конной тяге». Если что-то с тех пор изменилось, то во многом благодаря именно этой книге. В книге есть отчет о переоборудовании деревянного нэрроубота Cressy для использования в качестве жилой лодки на верфи Тули в Банбери. Особое внимание он уделил традиционным украшениям нэрроуботов из роз и замков, а также установке короткой ванны, редкой даже сейчас на ботах.
Во второй части «в один из дней последней недели июля» (1939 года) Том и Анджела отправились по Оксфордскому каналу и попали совсем в другой мир характеров и канальных пабов, где капитаны лодок с золотыми кольцами в ушах играли в игры без своих жён. Они продолжили путь по каналу Гранд-Юнион до Маркет-Харборо и на север через Лестер до Трента и Шардлоу, где сцена в таверне канала «привела бы в восторг Хогарта или Рабле». Они пробираются вверх по все ещё оживленному каналу Трент-Мерси через Поттерис, прежде чем выйти в сельский пейзаж Чёрч-Миншулла, где они останавливаются и наслаждаются нетронутой английской пасторалью.
Третья часть начинается с того, что Ролт переводит свой бензиновый двигатель на работу на керосин из-за нехватки бензина, вызванного начавшейся войной. Они начинают свой путь на юг, попадая на конную ярмарку в Маркет-Дрейтоне, настоящем торговом городе. Добравшись до перекрестка Отерли, поворачивают обратно на канал Ковентри, используя всю длину Оксфордского канала, чтобы обойти шлюзы и промышленный Бирмингем. Путешествие заканчивается, когда они приближаются к Оксфорду.

## Публикации и рецензии
Ролт, всю жизнь работавший с двигателями, устроился писать отчет о своем путешествии, работая на литейном заводе близ Хангерфорда. Его рукопись была отвергнута всеми лондонскими издателями и агентом, которому он её предложил. Только в 1943 году его дружба с Х. Дж. Массингемом дала ему предисловие, в котором он нуждался, чтобы опубликовать её в 1944 году.
Книга вышла в нужное время в стране, уставшей от войны. Она была хорошо принята, и вскоре первый тираж был распродан, хотя из-за нехватки бумаги в конце войны новое издание пришлось ждать несколько месяцев. Сэр Комптон Маккензи описал её как «элегию классической сдержанности, не омраченную никакими сантиментами. Его перо так же твердо, как кисть Котмана. „Нэрроубот“ встанет на полку вместе с Уайтом, Коббетом и Хадсоном».
Ролт начал получать почту от поклонников, находясь на своей лодке в Тардебигге. Наиболее важным было письмо из Блумсбери, подписанное Робертом Эйкманом, в котором предлагалось создать добровольное сообщество для проведения кампании за более широкое использование каналов. В результате было проведено собрание, на котором была образована Ассоциация внутренних водных путей, привлекшая таких известных людей, как А. П. Герберт и Лорд Метуэн.